# POSCO

Siège social de Posco, rue Teheranno (Téhéran, pôle technologique majeur) à Séoul

La Pohang Iron and Steel Company, litteralement la Compagnie Sidérurgique de Pohang ou simplement POSCO, basée à Pohang en Corée du Sud, est le quatrième producteur mondial d'acier, et un appui décisif à l'industrie automobile et aux chantiers navals coréens depuis plus de quarante ans.

## Aciéries

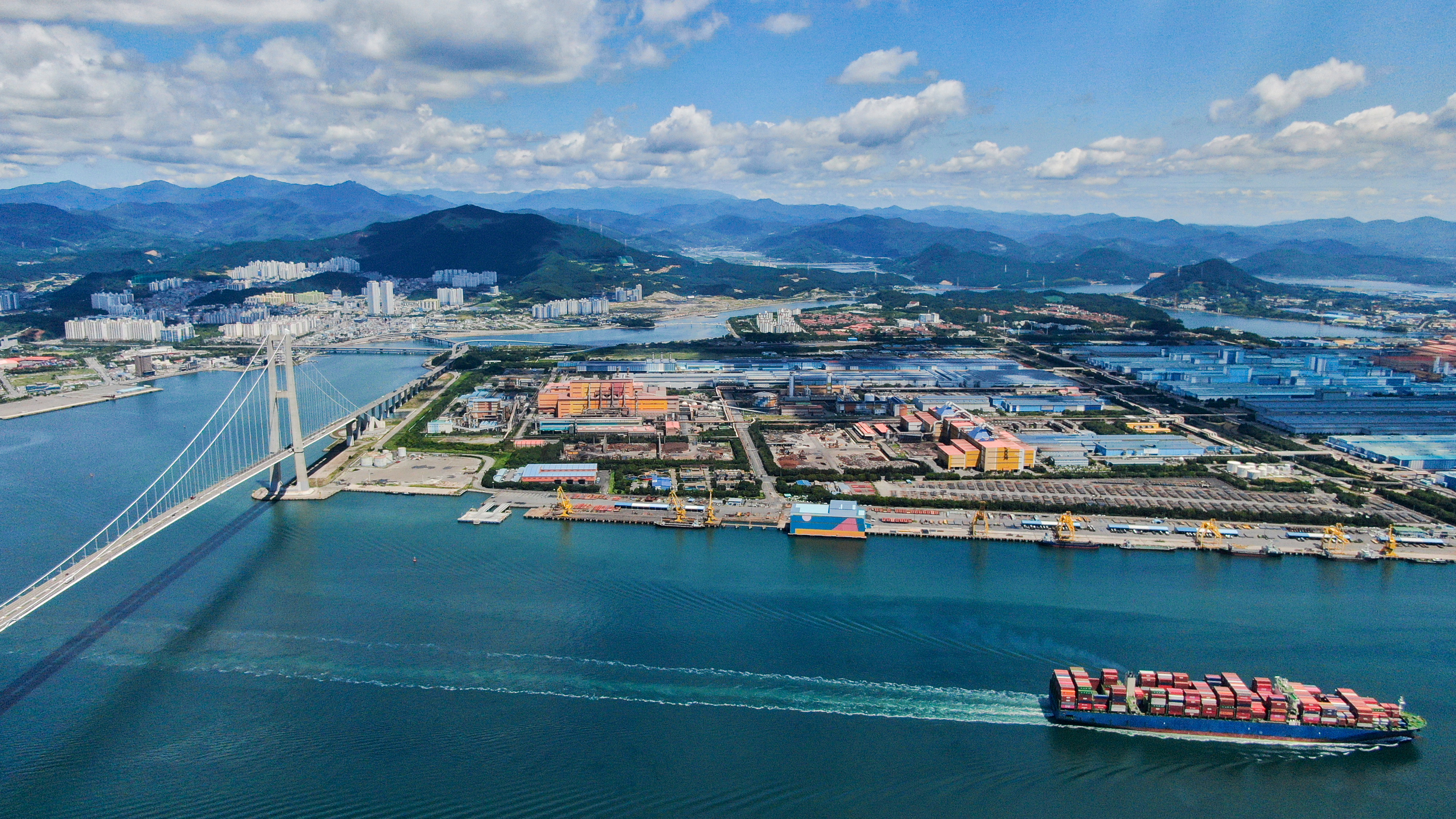
Un terminal maritime POSCO devant, avec la ville à gauche (2021).

Outre ses nombreuses filières (dont POSCON, POSBRO et POSDATA (en), travaillant sur l'informatique, POSCO Engineering & Construction et POSMEC), la firme possède deux aciéries, l'une à Pohang et l'autre à Gwangyang, ainsi qu'une coentreprise avec US Steel à Pittsburg (Californie). Par ailleurs, après cinq ans de conflits avec des paysans, elle a acheté en mai 2011 des terres dans l'Orissa, État de l'est de l'Inde, pour y installer une aciérie (investissement de douze milliards de dollars). Le projet industriel fut notamment accusé de violer le Forest Rights Act (en), d'endommager l'environnement, de prendre des terres aux paysans et de bénéficier davantage à POSCO qu'à la main-d’œuvre locale. 
En 2006, elle inaugura l'aciérie Zhangjiagang Pohang Stainless Steel (ZPSS) dans la province chinoise du Jiangsu. La même année, des améliorations apportées à l'usine de Gwangyang ont fait de POSCO le deuxième producteur mondial de feuilles d'acier, derrière Arcelor Mittal. POSCO a aussi annoncé la construction d'aciéries au Vietnam et à Altamira (Mexique). 

## Histoire
L'origine de POSCO remonte à la fin des années 1960, le gouvernement de Park Chung-hee considérant que la Corée du Sud devait atteindre une certaine autonomie en matière d'aciérie. Corée du Sud et Japon normalisent alors leurs relations avec le traité nippo-sud-coréen du 22 juin 1965, le Japon considérant alors la sécurité du pays comme essentielle pour ses propres intérêts[réf. souhaitée]. Le Japon accorde ensuite 800 millions de dollars à la Corée du Sud sous forme d'une assistance gracieuse et de prêts bancaires avantageux qui, ajoutés à l'aide américaine, permettent de lancer un plan Marshall industriel.
La firme fut ainsi établie, à l'origine comme coentreprise entre l'État et TaeguTec, alors présidé par Park Tae-joon qui devint son PDG. Elle commença à produire en 1972 via une première aciérie à Pohang, le gouvernement fournissant 118 millions de dollars. La seconde aciérie, à Gwangyang, ouvrit en 1988, alors que POSCO s'était déjà hissé au cinquième rang mondial. Entre deux, Pohang, à l'origine un village de pêcheurs, était devenue une ville industrielle de plus d'un demi-million d'habitants. 
En 1993, Park Tae-Joon, maître des destinées de la firme, cessa ses fonctions, accusé notamment par le gouvernement de Kim Young-sam (1993-98) de corruption. Il s'exila au Japon, avant d'être blanchi de ces accusations. Une grande partie des managers furent alors démis de leurs fonctions, avant d'être ré-installés sous le gouvernement de Kim Dae-jung (1998-2003). Park Tae-Joon sera nommé Premier ministre par Kim Dae-Jung.  
Entre-temps, Séoul annonça la privatisation de POSCO, en 1997, gardant une part majoritaire dans la firme. Après divers revirements, l'État revendit finalement ses parts pour ne garder plus que 20 % des actions en 1998, plus de la moitié des actions appartenant à des capitaux étrangers. La privatisation totale fut achevée en 2000.
À partir de 2008, les travailleurs sud-coréens réduits à l'état de quasi-esclavage pendant l'occupation japonaise (1905-1945) décident de s'en prendre aux entreprises coréennes ayant perçu l'argent des réparations japonaises de 1965, estimant qu'une part leur revient. Posco est jugée en 2009 et 2010, mais gagne ses procès. Néanmoins, au printemps 2012, la société décide de verser dix milliards de wons (près de sept millions d'euros) aux victimes via un fonds d'Etat. Le gouvernement prévoit de verser 12,5 milliards de wons supplémentaires, et les autres grandes entreprises coréennes concernées seront sollicitées.